# Bielino (jurydyka)
Bielino – jurydyka założona w 1757 roku przez marszałka wielkiego koronnego Franciszka Bielińskiego, od którego nazwiska przyjęła nazwę. Współcześnie tereny Bielina znajdują się w warszawskiej dzielnicy Śródmieście.

## Opis
Jurydyka obejmowała dwa pasy terenu odległe od siebie o około 1 km:
- północny − rejon dzisiejszego placu Jana Henryka Dąbrowskiego, założona w 1757 roku,
- południowy − włóka gruntu wzdłuż dzisiejszej ulicy Wilczej, założona w 1766 roku.

Ratusz Bielina znajdował się przy ulicy Zielnej 23.
Bieliński nadał jurydyce plan szachownicy, co pozwoliło mu na utworzenie regularnych działek budowlanych. Osią była ulica o szerokości 26 metrów, która otrzymała nazwę Bielińskiej i biegła od ulicy Królewskiej do ulicy Siennej, zwężając się przy Królewskiej, ponieważ po jednej stronie stała karczma „Otwock”, a po drugiej pałac należący do biskupa płockiego Antoniego Dembowskiego. 
Ulice: Próżna, Świętokrzyska i Sienna są dawnymi drogami narolnymi. Gdy w 1766 roku Bieliński rozparcelował ostatnią należącą do niego włókę i wytyczył ulicę Wilczą, Bielińska została przedłużona do granicy ról miejskich, czyli do Wilczej. Przecznice w południowej części Bielińskiej znajdowały się mniej więcej co 100 metrów, były śladami dawnych miedz. Wyjątek stanowiła ulica Wilcza, która biegła 150 metrów za ulicą Hożą. Spowodowane było to tym, że Wilcza nie szła miedzą a środkiem dawnej roli. W 1770 roku ulica Bielińska otrzymała nazwę ulicy Marszałkowskiej.
W 1792 roku Bielino miało ok. 2500 mieszkańców, w tym 342 rzemieślników. 